# Cis roridus
Cis roridus är en skalbaggsart som beskrevs av Sharp 1885. Cis roridus ingår i släktet Cis och familjen trädsvampborrare. Inga underarter finns listade i Catalogue of Life.